# Pavel Petrovič Liprandi
Pavel Petrovič Liprandi (Russia, 15 gennaio 1796 – San Pietroburgo, 27 agosto 1864) è stato un generale russo.

## Biografia

### I primi anni e l'invasione napoleonica della Russia
Pavel Liprandi nacque in Russia nel 1796 da una famiglia borghese con antenati spagnoli e italiani, da cui il cognome. Arruolatosi giovanissimo nell'esercito imperiale russo, entrò in servizio nel 1812 nell'ambito dell'invasione napoleonica della Russia tentando senza successo di entrare a far parte degli Ussari Achtyrskij e ripiegando quindi sul 6º corpo dello staff, comandato dal generale Dmitrij Dochturov, nel quale suo fratello Ivan Petrovič era capo quartiermastro. Pavel combatté quindi con questo corpo le battaglie di Tarutino, Malojaroslavec e Krasnoi. Per l'esperienza acquisita venne nominato caporale maggiore nel Reggimento di moschettieri Pskov dal 1813 col quale prese parte alla ricacciata delle armate di Napoleone in Germania e poi in Francia, combattendo a Katzbach, Dresda, Brienne, La Rothière, Laffert-sous-Zhoar (ove venne nominato 2º luogotenente), Montmirail, Chateau-Thierry, Méré, Craonne, Laon, Soissons ed infine prese parte alla presa di Parigi.

### Le missioni segrete e la guerra russo-turca
Nel 1816 Liprandi venne nominato aiutante del generale Talyzin, capo della 16ª divisione; nel 1818 (già arrivato al rango di capitano) egli venne trasferito nel reggimento dei granatieri della guardia. Nel 1822 venne trasferito allo staff generale e divenne aiutante del comandante del corpo, il generale Sabaneyev, col quale presto divenne grande amico e che lo introdusse poi al conte Vorontsov. Le interazioni tra Liprandi e questi comandanti ebbero grande influenza su di lui, soprattutto quando poi eserciterà posizione di comando.
Prima della Guerra russo-turca del 1828-29, come aiutante e capo dello staff del generale Kiselev, Liprandi venne inviato alla fortezza di Isaccea Pasha per portare la dichiarazione di guerra della Russia all'Impero ottomano, con la missione segreta di esaminare la fortezza e riuscire a sapere se l'intelligence turca era riuscita ad avere informazioni circa i movimenti dell'esercito russo. Dopo aver portato brillantemente a buon fine questa missione, venne inviato a Galați per ricercare dei vascelli adatti al trasporto delle truppe pianificate per la spedizione contro i turchi, altra missione che archiviò con successo.
Nel maggio del 1828 Liprandi prese parte all'assedio ed all'occupazione della fortezza di Brailov e, dopo che le truppe russe ebbero attraversato il Danubio, egli venne inviato dal generale Rudzevich con l'ordine di catturare Isaccea sulla strada per Brailov, Babadag o Tulcea. L'8 luglio egli partecipò alla battaglia di Shumen e per la sua brillante condotta ottenne la croce di cavaliere di IV classe dell'Ordine di San Vladimiro. Nel 1829 come tenente colonnello Liprandi ottenne l'incarico segreto di osservare i movimenti dell'esercito austriaco sul confine con la Moldova. Nel 1830 si occupò della quarantena Satunovskiy ed allo scoppio dell'epidemia di colera nella regione del Novorossiysk venne nominato comandante delle fortezze di Kinburn e Ochakov.

### La rivolta in Polonia
Liprandi comandò dunque il reggimento di fanteria Eletski che prese parte alla guerra della Rivolta di Novembre in Polonia, dapprima come unità al servizio del generale Theodor von Rüdiger per delle operazioni belliche contro Józef Dwernicki, e poi combattendo all'assedio della fortezza di Zamość, dove egli si batté con distinzione ed ove ottenne la nomina a colonnello. Egli quindi combatté presso le fortificazioni di Varsavia ove ebbe il comando della 1ª e della 2ª brigata di fanteria. Quando il barone Teodor Geismar venne ferito negli scontri, Liprandi venne chiamato a rimpiazzarlo come comandante della colonna d'assalto ed ottenne la croce di III classe dell'Ordine imperiale di San Giorgio. Dopo la conquista di Varsavia egli si unì all'avanguardia del tenente generale Sievers che seguì la ritirata dei polacchi ribelli verso Lublino e partecipò quindi all'assedio della locale fortezza.

### Le riforme dell'esercito
Col finire delle ostilità, Liprandi procedette all'impiego di riforme per migliorare le condizioni dei soldati dell'esercito che riuscì a sviluppare grazie all'aiuto dei generali Sabaneev, Kiselev e Vorontsov. Dopo due anni di comando nel reggimento Eletskii, Liprandi divenne a tal punto noto nell'ambito militare che il 28 gennaio 1835 venne nominato aiutante di campo dello zar. Il 26 marzo 1839 Liprandi venne promosso al rango di maggiore generale e gli venne affidato il comando del reggimento di granatieri del re Federico Guglielmo III (poi conosciuto col nome di Guardie di San Pietroburgo) e nel 1842 venne nominato comandante del reggimento Semenovsky. Nel 1844 ottenne la I classe dell'Ordine di San Stanislao. Concentratosi nuovamente sulle riforme all'esercito, Liprandi creò il ruolo di istruttore di compagnia che aveva il compito di dare ai soldati l'istruzione necessaria e soprattutto quella formazione che evitava loro di dover prestare lavoro volontario per mantenere attivo il reggimento stesso. Nel 1848 Liprandi venne promosso Luogotenente Generale e nominato capo dello staff del corpo dei granatieri.

### La guerra di Crimea
Con l'annuncio nel 1849 dell'apertura della campagna militare in Ungheria, Ivan Paskevich propose Liprandi quale comandante della 12ª divisione di fanteria, proposta che venne approvata dal comando generale dell'esercito. Successivamente, con lo scoppio della Guerra di Crimea Liprandi venne nominato capo dell'unità della piccola Valahskiy per coprire il fianco destro dell'armata russa in Valacchia. Prese inoltre parte alla battaglia di Balaklava, scontro durante il quale una granata lo colpì ad una gamba, non impedendogli comunque di continuare il proprio servizio attivo, e poi durante l'Assedio di Sebastopoli, sulla Cernaia, a Malakoff e ad Inkerman sul Mar Nero.
Nel 1855 a Liprandi venne affidato il comando del 6º corpo d'armata di fanteria ma nel 1856 lasciò definitivamente l'esercito per ritirarsi a vita privata. Egli divenne un proprietario terriero e si ritirò nella provincia di Novgorod. Nel 1859, su invocazione personale dello zar Alessandro II, Liprandi riprese il comando del 2º corpo d'armata di fanteria di stanza in Polonia, ma nel 1861 per delle contrapposizioni col viceré locale, il conte di Lambert, rimise la propria nomina all'imperatore e venne nominato ispettore delle truppe l'anno successivo per conto del Consiglio Militare di stato.
Morì nel 1864 a San Pietroburgo e venne sepolto nel cimitero Mitrofaniyevskoe in città.